# Brauweiler Raging Abbots
Die Raging Abbots Brauweiler sind ein 1987 unter dem Namen „The Raging Abbots Baseballteam Gymnasium Brauweiler e.V.“ gegründeter Baseball- und Softballverein aus Pulheim-Brauweiler und gingen 1983 aus einer AG am örtlichen Gymnasium hervor. Sie sind vor allem bekannt für ihre erste Damenmannschaft, die jeweils zwei Mal die Deutsche Meisterschaft und den Deutschen Pokal gewinnen konnte.

## Mannschaften
Auch wenn die Raging Abbots sowohl ein Baseball- als auch ein Softballverein sind, nehmen in der Saison 2016 nur mit einer Softballmannschaften der Damen in der Verbandsliga NRW am offiziellen Spielbetrieb teil.

## Erfolge
- Deutscher Meister Softball 2001, 2002
- Deutscher Pokalsieger Softball 2002, 2003